# Арсеньєв Володимир Клавдійович
Володи́мир Кла́вдійович Арсе́ньєв (нар. 29 серпня (10 вересня) 1872, Санкт-Петербург — 4 вересня 1930, Владивосток) — російський географ, етнограф, письменник, дослідник Далекого Сходу.

## Життєпис
Закінчив військово-піхотне училище. У 1902—1903 роках здійснив низку експедицій для вивчення Південного Примор'я. У 1906—1910 роках досліджував гори Сіхоте-Алінь, 1918 — Камчатку, 1923 — Командорські острови, 1927 — район Совєтська Гавань — Хабаровськ.

## Творчість
Арсеньєв дав яскравий художній і науковий опис природи і багатств Далекого Сходу. За словами Максима Горького, Арсеньєву «вдалося об'єднати в собі Брема та Фенімора Купера».
1986 у Москві видано зібрання творів у чотирьох томах.

## Образ в літературі
Постать Володимира Арсеньєва згадується у пригодницькому романі Івана Багряного «Тигролови».

## Українські переклади
Окремі твори Аресеньєва переклали П. Довгопіл, Юрій Гундич, В. Давиденко.
- В нетрях Уссурійського краю. — К., 1953.
- Дерсу Узала: Із спогадів про подорож по Уссурійському краю. — К., 1950.
- Крізь тайгу. — К., 1957.

## Вшанування пам'яті
На честь Володимира Арсеньєва у 1952 названо місто у Приморському краї Росії, за 160 км на північний схід від Владивостока.